# Siergiej Starostin

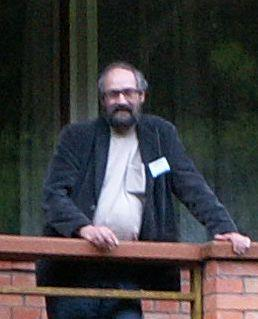
Siergiej Starostin

Siergiej Anatoljewicz Starostin (ros. Серге́й Анато́льевич Ста́ростин; ur. 24 marca 1953 w Moskwie, zm. 30 września 2005 tamże) – rosyjski lingwista historyczny, szczególnie znany ze swoich prac nad rekonstrukcją prajęzyków. Twórca hipotezy istnienia dene-kaukaskiej makrorodziny językowej.
Jego syn, Georgij Starostin, również jest znanym językoznawcą.
Pochowany na Cmentarzu Dońskim w Moskwie.